# Ústrašín (tvrz)
Tvrz Ústrašín (též Strašín) stála v lesích mezi obcemi Ústrašín a Libkova Voda, v okrese Pelhřimov, nad pravým břehem potoka Hejlovky (Vlásenice). Od roku 1963 jsou zbytky tvrze chráněny jako kulturní památka.

## Historie
O historii ústrašínské tvrze máme málo informací. Prvním známým majitelem byl Heřman z Ústrašína, jenž je k 27. říjnu 1354 uváděn jako patron zdejšího kostela. Nejpozději [19. července 1361 statek převzal Mareš z Ústrašína, jenž působil jako purkrabí na hradě Roštejně. Ten je jako patron ústrašínského kostela uváděn ještě 13. března 1363, ale v té době byl již zřejmě po smrti, neboť 9. května 1362 je uváděn jeho syn Vojek (či Hojek) z Ústrašína jako patron kostela a jenž v témže roce (patrně už dříve, na jaře) statek zdědil. Roku 1386 se zmiňují ještě Maršík a Jan z Ústrašína, ale nejpozději 20. listopadu 1410 se obec s tvrzí dostává do majetku Hazmuků z Proseče, čímž existence samostatného statku končí. Kolem poloviny 15. století pak zaniká i vlastní tvrz, neboť na listině z roku 1468 se již neuvádí. Do současnosti se z ní dochovalo tvrziště obehnané valy a příkopy.
Na přelomu května a června 2006 zde proběhla dokumentace, kterou provedlo jihlavské pracoviště společnosti Archaia Brno ve spolupráci s Janem Johnem ze Západočeské univerzity v Plzni.